# Wolfern
Wolfern là một đô thị thuộc huyện Steyr-Land thuộc bang Oberösterreich, Áo. Đô thị Wolfern có diện tích 32 km², dân số thời điểm năm 2006 là 2897 người.